# William Roussel
William Roussel (ur. 17 lutego 1976) – francuski muzyk działający na scenach black metalu i dark ambientu. Znany z trzech pseudonimów, lecz najbardziej rozpoznawalny jest jako Meyhna'ch. Jest to człowiek grupa Mütiilation i Satanicum Tenebrae. Jeszcze przed rokiem 2000 był odpowiedzialny tylko za wokal i gitary, lecz później postanowił sam prowadzić zespoły, co zmusiło go do nauki gry na innych instrumentach.
Meyhna'ch jest byłym członkiem francuskiej podziemnej organizacji Les Légions Noires. Działał w projekcie od 1994 do 1996, kiedy to został wyrzucony. Wypisanie go z LLN argumentowane był to, iż był molestowany przez ojca w dzieciństwie. Będąc w ww. grupie stworzył magazyn The Black Plague – First Chapter (And Maybe Last One), w którym zamieścił kilka wywiadów z członkami LLN oraz grupami należącymi do organizacji (1995). 
W roku 1999 powrócił na scenę. W tym samym roku założył pierwszy zespół Malicious Secrets. Następnie w latach 2000–2004 grał w Gestapo 666. W roku 2001 założył także swoją kolejną grupę Hell Militia.
Aktualnie większości jego twórczości wydaje jako O.D. Sanctus.